# Ława działowa

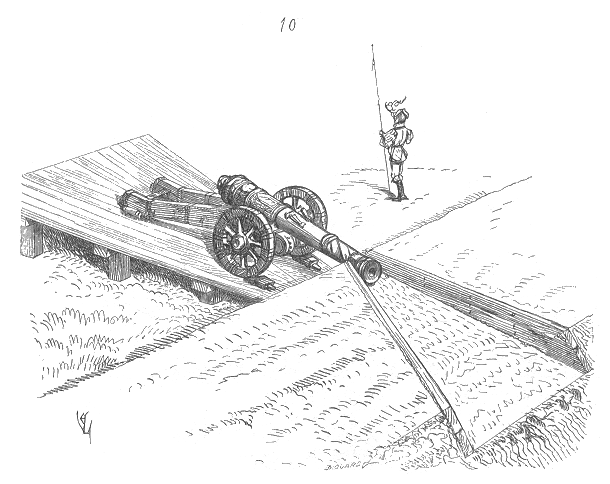
Działo na drewnianej ławie działowej, osłonięte przez przedpiersie

Ława działowa – rodzaj stanowiska artyleryjskiego na wale artyleryjskim w nowożytnej fortyfikacji, wykonywanego z różnych materiałów (ziemi, drewna, muru itp.) w postaci platformy dla jednego lub więcej dział. Posiadało pochylnię do wtaczania dział na stanowisko. Jeśli było podniesione do poziomu przedpiersia (za którym chronili się strzelcy), dawało szerokie pole ostrzału, ale obsługa dział była wystawiona na wrogi ogień, dlatego przedpiersie lokalnie podwyższano (np. koszami szańcowymi). Dlatego zazwyczaj ławę umieszczano za przedpiersiem, tworząc strzelnicę działową, w której działo schowane za chroniącym je przedpiersiem, strzelało przez wykonany w nim otwór, co zwiększało ochronę, kosztem ograniczenia pola ostrzału. Ława działowa może być pochylona w kierunku przedpiersia umożliwiając ostrzał bliskiego przedpola (przez tzw. strzelnicę depresyjną).